# 平塘乡
平塘乡，是中华人民共和国广西壮族自治区百色市田林县下辖的一个乡镇级行政单位。

## 行政区划
平塘乡下辖以下地区：
龙果怀村、兴六村、平塘村、同祥村、茅草坪村、龙歪村、毛坡田村、渭各村、六池村和平吉村。